# 斯圖爾特 (密西西比州)
斯圖爾特（英語：Stewart）是位於美國密西西比州蒙哥馬利縣的普查規定居民點。當地於1906年時有人口200人。

## 人口
根據2020年美國人口普查的數據，斯圖爾特的面積為2.92平方千米，皆為陸地。當地共有人口99人，而人口密度為每平方千米33.9人。